# Peer Koopmeiners
Peer Koopmeiners (Amsterdam, 4 maggio 2000) è un calciatore olandese, centrocampista dell'AZ Alkmaar.

## Biografia
È il fratello di Teun, calciatore della Juventus.

## Carriera

### Club
Cresciuto nel settore giovanile dell'AZ Alkmaar, il 23 giugno 2021 viene promosso in prima squadra; mentre il 17 ottobre 2021 debutta con la stessa, disputando l'incontro di Eredivisie vinto per 5-1 contro l'Utrecht.
Il 10 gennaio 2023 viene acquistato a titolo temporaneo dall'Excelsior. Il 18 luglio seguente passa in prestito al neo promosso Almere City.
Torna quindi all'AZ per la stagione 2024/2025 affermandosi come titolare.

### Nazionale
Ha rappresentato le nazionali giovanili olandesi Under-15, Under-16 ed Under-19.

## Statistiche

### Presenze e reti nei club
Statistiche aggiornate al 14 maggio 2025
| Stagione               | Squadra                | Campionato             | Campionato | Campionato | Coppe nazionali | Coppe nazionali | Coppe nazionali | Coppe continentali | Coppe continentali | Coppe continentali | Altre coppe | Altre coppe | Altre coppe | Totale | Totale |
| Stagione               | Squadra                | Comp                   | Pres       | Reti       | Comp            | Pres            | Reti            | Comp               | Pres               | Reti               | Comp        | Pres        | Reti        | Pres   | Reti   |
| ---------------------- | ---------------------- | ---------------------- | ---------- | ---------- | --------------- | --------------- | --------------- | ------------------ | ------------------ | ------------------ | ----------- | ----------- | ----------- | ------ | ------ |
| gen. 2018              | Jong AZ Alkmaar        | 1D                     | 1          | 0          |                 | -               | -               |                    | -                  | -                  |             | -           | -           | 1      | 0      |
| 2018-2019              | Jong AZ Alkmaar        | 1D                     | 19         | 0          |                 | -               | -               |                    | -                  | -                  |             | -           | -           | 19     | 0      |
| 2019-2020              | Jong AZ Alkmaar        | 1D                     | 24         | 0          |                 | -               | -               |                    | -                  | -                  |             | -           | -           | 24     | 0      |
| 2020-2021              | Jong AZ Alkmaar        | 1D                     | 34         | 3          |                 | -               | -               |                    | -                  | -                  |             | -           | -           | 34     | 3      |
| 2021-2022              | Jong AZ Alkmaar        | 1D                     | 30         | 1          |                 | -               | -               |                    | -                  | -                  |             | -           | -           | 30     | 1      |
| 2022-gen. 2023         | Jong AZ Alkmaar        | 1D                     | 7          | 0          |                 | -               | -               |                    | -                  | -                  |             | -           | -           | 7      | 0      |
| Totale Jong AZ Alkmaar | Totale Jong AZ Alkmaar | Totale Jong AZ Alkmaar | 115        | 4          |                 | 0               | 0               |                    | 0                  | 0                  |             | -           | -           | 115    | 4      |
| 2021-2022              | AZ Alkmaar             | ED                     | 4          | 0          | CO              | 1               | 0               | UEL+UECL           | 0                  | 0                  |             | -           | -           | 5      | 0      |
| 2022-gen. 2023         | AZ Alkmaar             | ED                     | 6          | 0          | CO              | 0               | 0               | UECL               | 3                  | 0                  |             | -           | -           | 9      | 0      |
| gen.-giu. 2023         | Excelsior              | ED                     | 19         | 0          | CO              | 1               | 0               |                    | -                  | -                  |             | -           | -           | 20     | 0      |
| 2023-2024              | Almere City            | ED                     | 31         | 0          | CO              | 3               | 0               |                    | 0                  | 0                  |             | -           | -           | 34     | 0      |
| 2024-2025              | AZ Alkmaar             | ED                     | 33         | 1          | CO              | 5               | 0               | UEL                | 12                 | 1                  |             | -           | -           | 50     | 2      |
| Totale AZ Alkmaar      | Totale AZ Alkmaar      | Totale AZ Alkmaar      | 43         | 1          |                 | 6               | 0               |                    | 15                 | 1                  |             | -           | -           | 64     | 2      |
| Totale carriera        | Totale carriera        | Totale carriera        | 208        | 5          |                 | 10              | 0               |                    | 15                 | 1                  |             | -           | -           | 233    | 6      |